# Bуjичић
Вујичић је српско презиме, патроним настао од Вујич или Вујица, хипокористик датог имена Вук. Носе га етнички Срби. Једно је од бројних презимена изведених од корена Вук. Присутан је широм бивше Југославије. Може се односити на:
- Ник Вујичић (рођен 1982), аустралијски мотивациони говорник, српског порекла
- Тања Вујичић (рођена 1990), босанска краљица лепоте, по националности Српкиња